# 김헌수
김헌수(1977년 9월 7일 ~)은 삼성 라이온즈의 전 야구 선수다. 경주고등학교를 졸업했다. 1군에서는 타자로만 뛰었으나, 2군에서는 투수와 타자를 병행했다  

## 같이 보기
- 1996년 삼성 라이온즈 시즌